# Stephen Carr (attore)
Stephen Carr (Filadelfia, 23 aprile 1906 – Hollywood, 20 maggio 1986) è stato un attore statunitense.

## Biografia
Stephen Griffin "Steve" Carr nacque in Pennsylvania nel 1906. Figlio degli attori William Carr e Mary Carr, iniziò a recitare nel cinema come attore bambino dal 1912 al 1921 con la Lubin Company, assieme ai fratelli Thomas Carr e John Carr, e alle sorelle Louella Carr, Maybeth Carr e Rosemary Carr.
Con l'adolescenza i ruoli si diradarono fino ad interrompersi del tutto nel 1930. Dopo una lunga pausa lontano dalle scene (ed aver servito nell'esercito americano durante la seconda guerra mondiale) riprese a recitare nel cinema dal 1948 con parti di supporto in film diretti dal fratello Thomas Carr. Negli anni cinquanta lavorò principalmente alla televisione non solo come attore ma anche come direttore dei dialoghi o segretario di edizione, curando numerosi episodi dei serial Dick Tracy (1950-1952) e Adventures of Superman (1952-1954).
Alla fine degli anni cinquanta interruppe definitivamente la sua carriera nel mondo del cinema. Morì a North Hollywood (California) nel 1986, all'età di 80 anni. È sepolto al Los Angeles National Cemetery.

## Filmografia parziale
Quando manca il nome del regista, questo non viene riportato nei titoli

### Cortometraggi
- Buster's Dream, regia di Charles H. France (1912)
- The Steadfast, regia di Joseph W. Smiley (1915)
- Skinny, School and Scandal (1919)

### Lungometraggi
- Polly of the Circus, regia di Edwin L. Hollywood e Charles Horan (1917)
- The Song of the Soul, regia di Tom Terriss (1918)
- Little Miss No-Account, regia di William P.S. Earle (1918)
- The Street of Seven Stars, regia di John B. O'Brien (1918)
- The Mating, regia di Frederick A. Thomson (1918)
- The Littlest Scout, regia di Paula Blackton (1919)
- The Key to Power, regia di William Parke e, non accreditato, Frederick A. Thomson (1920)
- The Restless Sex, regia di Leon D'Usseau e Robert Z. Leonard (1920)
- Mamma (Over the Hill to the Poorhouse), regia di Harry F. Millarde (1920)
- Jane Eyre, regia di Hugo Ballin (1921)
- Little Old New York, regia di Sidney Olcott (1923)
- La valanga selvaggia (The Thundering Herd), regia di William K. Howard (1925)
- Superman, regia di Spencer Gordon Bennet e Thomas Carr (1948)
- Congo Bill, regia di Spencer Gordon Bennet e Thomas Carr (1948)
- Bruce Gentry, regia di Spencer Gordon Bennet e Thomas Carr (1949)
- Hostile Country, regia di Thomas Carr (1950)
- Fast on the Draw, regia di Thomas Carr (1950)
- Outlaws of Texas, regia di Thomas Carr (1950)
- The Tall Stranger, regia di Thomas Carr (1957) - non accreditato

### Televisione
- Dick Tracy – serie TV, 3 episodi (1950-1951)
- Adventures of Superman – serie TV, 14 episodi (1952-1953)
- Cowboy G-Men – serie TV, 5 episodi (1952-1953)